# SN 2007pw
SN 2007pw – supernowa typu Ia odkryta 30 października 2007 roku w galaktyce A233734+0014. W momencie odkrycia miała maksymalną jasność 21,60m.